# Vicente Choví Añó
Vicente Choví Añó (Benifayó, Valencia, 25 de octubre de 1932-Ibidem, 24 de marzo de 2019) fue un empresario y político español. Fundador del Grupo Choví y alcalde de Benifayó (1987-1995), por Unión Valenciana.

## Biografía
A los dieciséis años, además de ayudar a su padre en las tareas agrícolas y como peón de obra, colaboró con su madre en el montaje de la primera tienda de ultramarinos en la calle Real de Benifayó. Allí vendían productos de primera necesidad de la época: cereales, legumbres, membrillo, pan de higo y salazones.
En los años cincuenta prosiguió su actividad comercial, en la pequeña tienda familiar de ultramarinos de Benifayó, ayudado por sus dos hermanos: Francisco y Encarna. Vendían bacalao congelado, y albóndigas realizadas con las colas del pescado, y acompañadas de salsa alioli, que realizaban artesanalmente.
En 1971 se produjo el gran salto empresarial. Establecieron la primera industria de salsas en las actuales instalaciones de Choví en Benifayó. La introducción de un envase en forma de mortero para el alioli marcó un hito importante en la empresa de salsa Chovi. Dicho envase se convirtió en su seña de identidad, tanto en el mercado español como exterior, llegando a convertirse en el líder del mercado.
En el momento de su fallecimiento, Vicente Choví dejó al grupo Choví desarrollando un plan de expansión que le llevó a exportar sus productos a más de veinte países de Europa, Asia y América. En 2019 la exportación representaba más del catorce por ciento del negocio.

## Distinciones honoríficas
- Premio Ciudad de Benifayó, concedido por el Ayuntamiento de Benifayó en 2018 a la empresa Grupo Choví, por su amplia y reconocida trayectoria en la producción de salsas desde 1950.[3]